# Saint-Bonnet-de-Chirac
Saint-Bonnet-de-Chirac är en kommun i departementet Lozère i regionen Occitanien i södra Frankrike. Kommunen ligger i kantonen Marvejols som tillhör arrondissementet Mende. År 2022 hade Saint-Bonnet-de-Chirac 72 invånare.

## Befolkningsutveckling
Antalet invånare i kommunen Saint-Bonnet-de-Chirac
| Referens: INSEE |